# Speed (Carolina del Nord)
Speed és una població dels Estats Units a l'estat de Carolina del Nord. Segons el cens del 2000 tenia 70 habitants.

## Demografia
Segons el cens del 2000, Speed tenia 70 habitants, 28 habitatges i 15 famílies. La densitat de població era de 96,5 habitants per km².
Dels 28 habitatges en un 21,4% hi vivien nens de menys de 18 anys, en un 53,6% hi vivien parelles casades, en un 0% dones solteres, i en un 42,9% no eren unitats familiars. En el 42,9% dels habitatges hi vivien persones soles el 25% de les quals corresponia a persones de 65 anys o més que vivien soles. El nombre mitjà de persones vivint en cada habitatge era de 2,5 i el nombre mitjà de persones que vivien en cada família era de 3,5.
Per edats la població es repartia de la següent manera: un 20% tenia menys de 18 anys, un 2,9% entre 18 i 24, un 25,7% entre 25 i 44, un 30% de 45 a 60 i un 21,4% 65 anys o més.
L'edat mediana era de 47 anys. Per cada 100 dones de 18 o més anys hi havia 107,4 homes.
La renda mediana per habitatge era de 25.938 $ i la renda mediana per família de 46.875 $. Els homes tenien una renda mediana de 33.333 $ mentre que les dones 36.250 $. La renda per capita de la població era de 17.079 $. Entorn del 22,2% de les famílies i el 26,9% de la població estaven per davall del llindar de pobresa.

## Poblacions més properes
El següent diagrama mostra les poblacions més properes.